# Copa de Campeones de América 1963
La Copa de Campeones de América 1963 fu la quarta edizione della massima manifestazione sudamericana calcistica per club. Fu vinta dal Santos che sconfisse in finale il Boca Juniors.

## Fase a gironi
Santos FC accede direttamente al secondo turno in quanto campione in carica.

### Gruppo 1
| Squadra      | Pti | G | V | N | P | GF | GS | DR |
| ------------ | --- | - | - | - | - | -- | -- | -- |
| Botafogo     | 8   | 4 | 4 | 0 | 0 | 5  | 1  | 4  |
| Alianza Lima | 3   | 4 | 1 | 1 | 2 | 2  | 3  | -1 |
| Millonarios  | 1   | 4 | 0 | 1 | 3 | 0  | 3  | -3 |

| 24 aprile 1963 |             |              |                |
| Alianza Lima   | 0–0         | Millonarios  | Lima           |
| 26 maggio 1963 |             |              |                |
| Millonarios    | 0–1         | Alianza Lima | Bogotà         |
| 30 giugno 1963 |             |              |                |
| Alianza Lima   | 0–1         | Botafogo     | Lima           |
| 7 luglio 1963  |             |              |                |
| Millonarios    | 0–2         | Botafogo     | Bogotà         |
| 21 luglio 1963 |             |              |                |
| Botafogo       | –*vedi nota | Millonarios  | Río de Janeiro |
| 24 luglio 1963 |             |              |                |
| Botafogo       | 2–1         | Alianza Lima | Río de Janeiro |

- Nota: non disputata perché il Millonarios (già eliminato) non si presentò in campo; due punti vennero assegnati al Botafogo (ma nessuna rete).

### Gruppo 2
| Squadra      | Pti | G | V | N | P | GF | GS | DR  |
| ------------ | --- | - | - | - | - | -- | -- | --- |
| C.A. Peñarol | 4   | 2 | 2 | 0 | 0 | 14 | 1  | 13  |
| Everest      | 0   | 2 | 0 | 0 | 2 | 1  | 14 | -13 |

| 9 giugno 1963 |     |         |            |
| Everest       | 0–5 | Peñarol | Guayaquil  |
| 7 luglio 1963 |     |         |            |
| Peñarol       | 9–1 | Everest | Montevideo |

### Gruppo 3
| Squadra              | Pti | G | V | N | P | GF | GS | DR |
| -------------------- | --- | - | - | - | - | -- | -- | -- |
| Boca Juniors         | 6   | 4 | 3 | 0 | 1 | 9  | 6  | 3  |
| Olimpia              | 4   | 4 | 2 | 0 | 2 | 7  | 10 | -3 |
| Universidad de Chile | 2   | 4 | 1 | 0 | 3 | 7  | 7  | 0  |

| 7 aprile 1963        |     |                      |              |
| Olimpia              | 1–0 | Boca Juniors         | Asunción     |
| 14 aprile 1963       |     |                      |              |
| Boca Juniors         | 5–3 | Olimpia              | Buenos Aires |
| 26 giugno 1963       |     |                      |              |
| Boca Juniors         | 1–0 | Universidad de Chile | Buenos Aires |
| 17 luglio 1963       |     |                      |              |
| Universidad de Chile | 4–1 | Olimpia              | Santiago     |
| 24 luglio 1963       |     |                      |              |
| Olimpia              | 2–1 | Universidad de Chile | Asunción     |
| 30 luglio 1963       |     |                      |              |
| Universidad de Chile | 2–3 | Boca Juniors         | Santiago     |

## Semifinali
| Squadra #1   | Tot.  | Squadra #2   | And.  | Rit.  |
| ------------ | ----- | ------------ | ----- | ----- |
| C.A. Peñarol | 1 - 3 | Boca Juniors | 1 - 2 | 0 - 1 |
| Santos FC    | 5 - 1 | Botafogo     | 1 - 1 | 4 - 0 |

## Finale
| Squadra #1 | Tot. | Squadra #2   | And. | Rit. |
| ---------- | ---- | ------------ | ---- | ---- |
| Santos FC  | 5-3  | Boca Juniors | 3-2  | 2-1  |